# Hypena crassalis
Hypena crassalis là một loài bướm đêm thuộc họ Noctuoidea. Nó được tìm thấy ở châu Âu.

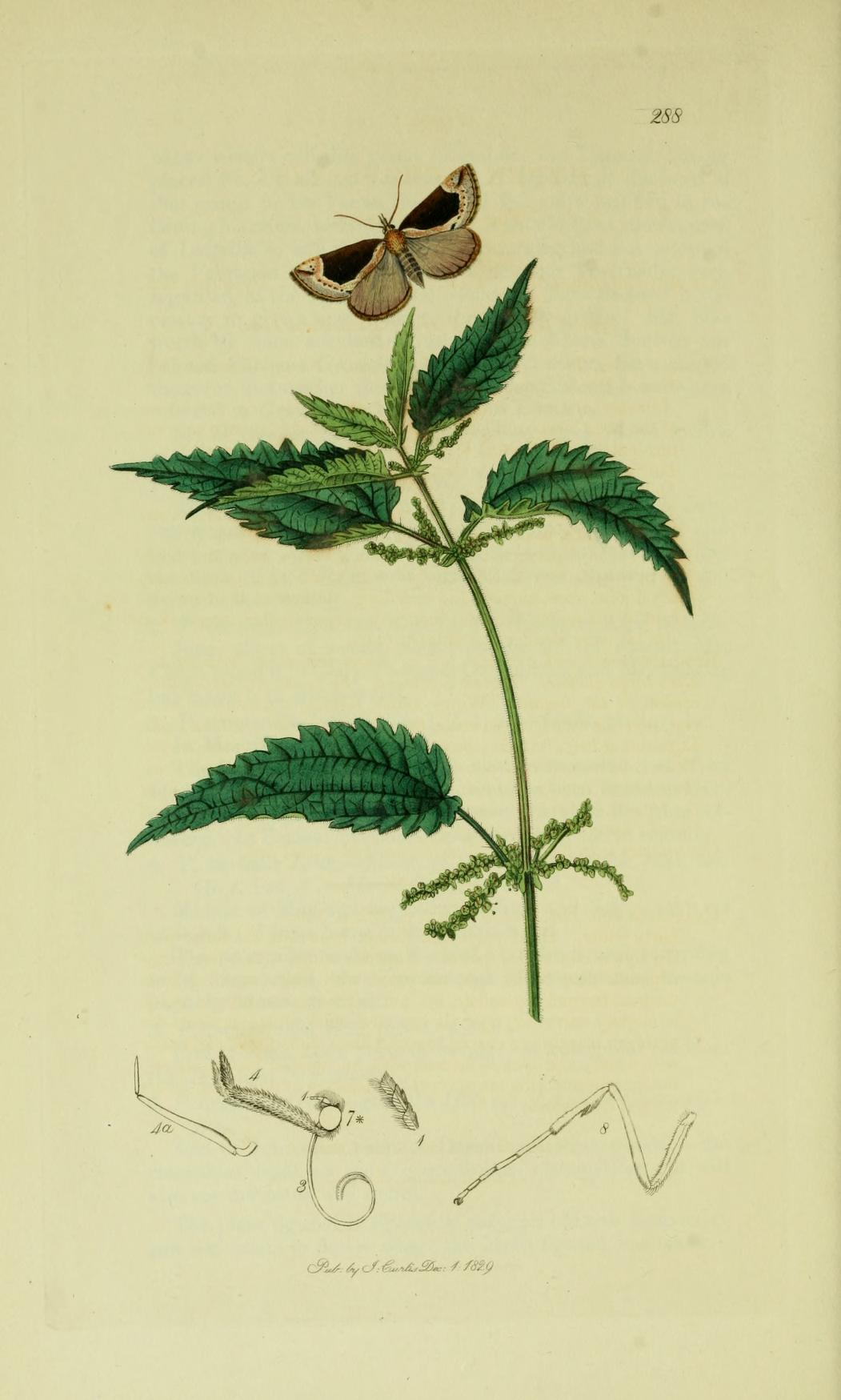
Minh họa từ John Curtis's British Entomology Volume 6

Sải cánh dài 25–30 mm. Chiều dài cánh trước là 14–16 mm. Con trưởng thành bay làm một đợt from giữa tháng 5 đến tháng 8.
Ấu trùng ăn vaccinium.

## Hình ảnh

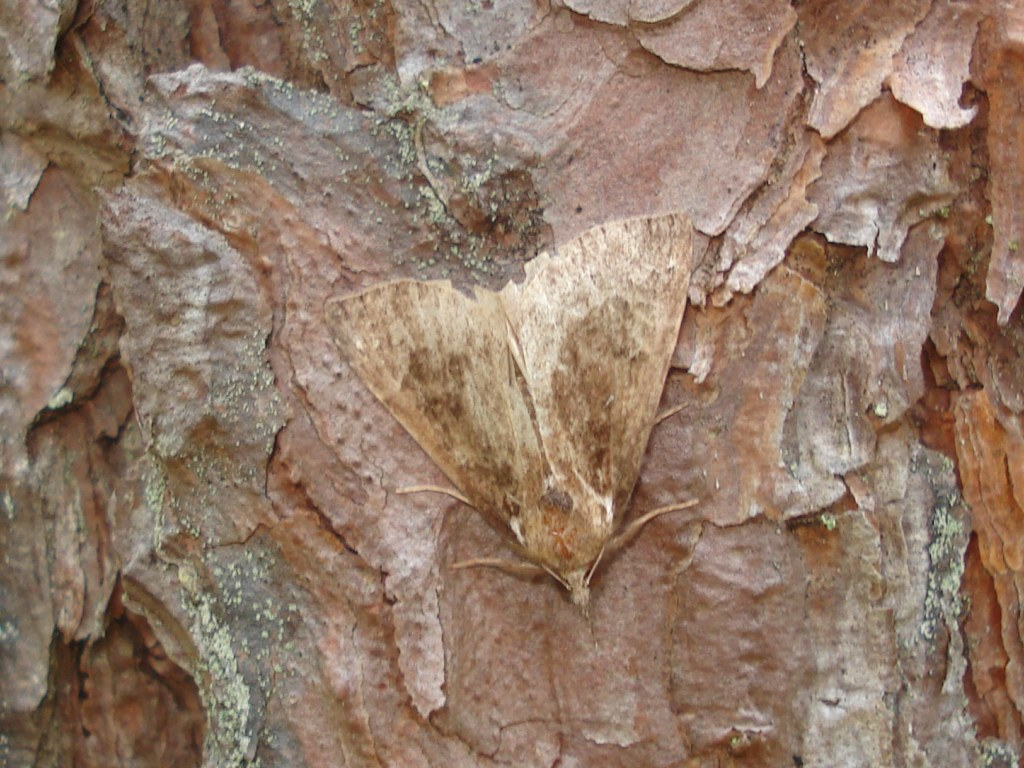
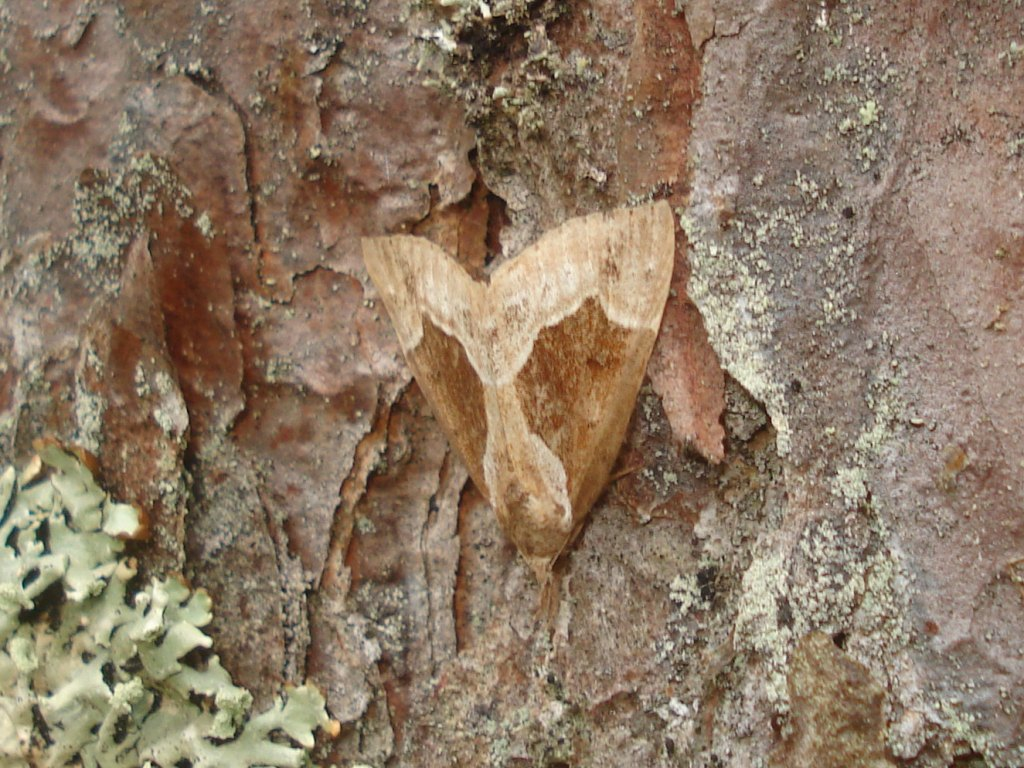
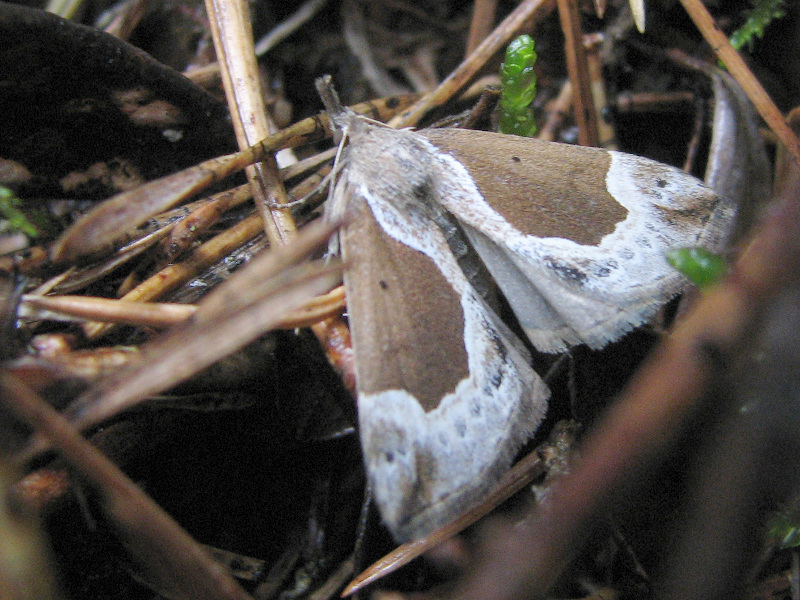
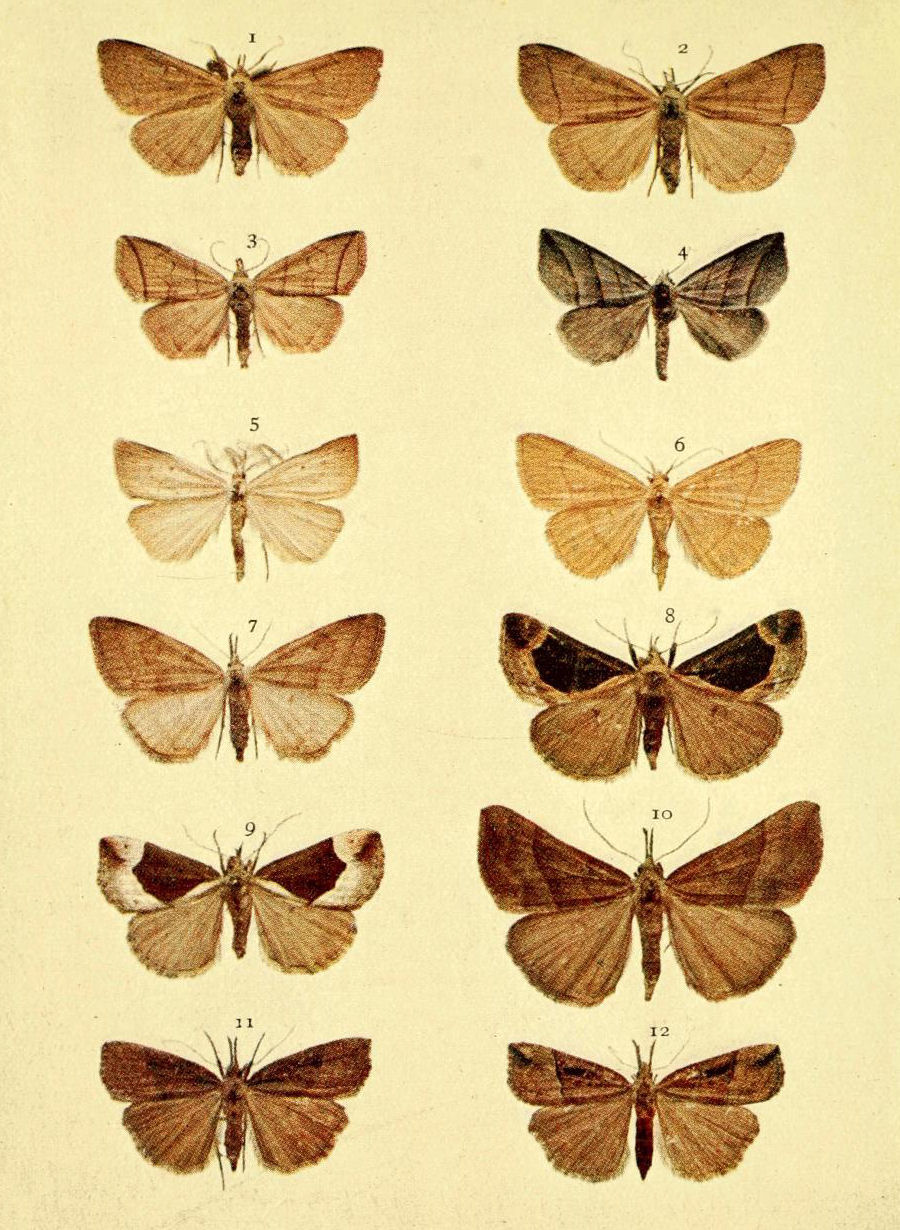